# Stephen Wellman
Stephen Wellman (* 31. August 1982 in Żurrieq) ist ein ehemaliger maltesischer Fußballspieler.

## Karriere

### Verein
Wellmann stammt aus der Jugend des FC Żurrieq und spielte ab 1999 auch für dessen Erstligamannschaft in der Maltese Premier League. Von 2001 bis 2005 absolvierte Wellman für den Ligarivalen Floriana FC 58 Spiele, in denen er sieben Tore schoss. Im Sommer 2005 wechselte er zum FC Marsaxlokk, mit dem er die Meisterschaft 2007 gewinnen konnte. Anfang 2009 schloss er sich dem FC Qormi an. In der Saison 2010/11 spielte er auf Leihbasis für die Vittoriosa Stars, mit denen er am Saisonende abstieg. Ab dem Sommer 2013 spielte er wieder bei seinem Heimatverein FC Żurrieq und beendete dort 2018 seine aktive Karriere.

### Nationalmannschaft
Von 2004 bis 2008 absolvierte Wellman 21 Partien für die maltesischen A-Nationalmannschaft und erzielte dabei einen Treffer. Diesen schoss er am 7. September 2005 in der WM-Qualifikation beim 1:1-Unentschieden gegen Kroatien.

## Erfolge
- Maltesischer Meister: 2007